# Научно-исследовательский институт художественно-декоративных изделий и оборудования зданий
Научно-исследовательский институт художественно-декоративных изделий и оборудования зданий — учреждение в составе Академии архитектуры СССР.

## История
Подготовка к созданию Института велась за несколько месяцев до его появления. На VI сессии Академии архитектуры, прошедшей в 1944 году, с докладом «Об оборудовании жилища и изготовлении предметов массового оборудования» выступает Л. З. Чериковер, принимается решение об организации в системе Академии архитектуры на базе сектора внутреннего оборудования Института массовых сооружений специального научно-исследовательского института художественной промышленности. На основании решения распорядительного заседания Президиума Академии архитектуры от 19 июля 1944 года приказом № 152 от 20 июля В. Г. Андреевскому была поручена «работа по организации Института художественной промышленности». 21 августа утверждается положение об Институте художественно-декоративных изделий и внутреннего оборудования зданий. Сам институт создан приказом Академии архитектуры СССР № 232 от 5 октября 1944 года. Директор — академик архитектуры Г. П. Гольц, заместитель директора по научно-исследовательской части — Л. З. Чериковер, заместитель директора по научно-производственной части — В. Г. Андреевский. В соответствии с приказом 282 от 30 декабря 1944 года и на основании решения Президиума от 28.12.1944 с 1 января 1945 года институту была предоставлена полная хозяйственно-оперативная самостоятельность, он был выделен на самостоятельный баланс. После гибели Г. П. Гольца 27 мая 1946 года, в середине июля того же года исполняющим обязанности директора института назначается Л. З. Чериковер, заместителем директора В. Н. Семенов, директором научно-экспериментальных мастерских П. И. Демешин. За время работы Института им велись разнообразные научные разработки, проектировалась мебель для кухни и газификации, разрабатывалась проблема цвета в интерьере (С. С Алексеев), составлялись пособия, нормы, стандарты, классификации, рекомендации, учебные пособия, в том числе по реконструкции скобяной промышленности и в области производства изделий из металлов. Кроме того, под руководством А. И. Беспрозванного велась активная работа по созданию обмеров малых архитектурных форм (мебели), которая привела в конечном итоге к появлению монографии «Бытовая мебель русского классицизма» (полностью собранный материал — около 500 фотографий и рисунков образцов старинной мебели из музеев, учреждений и частных собраний (внешний вид и конструкция) и картотека для словаря мебельной технологии, которые А. И. Беспрозванный подготовил для написания диссертации, были переданы в Государственный исторический музей). Выполнялись и другие обмеры, например, русского стекла XVIII — начала XIX вв. (Бабенчиков М. В.), осветительной архитектуры конца XVIII—XIX вв. Институт разрабатывал предложения по улучшению производства мебели в СССР, проекты новых образцов массовой и улучшенной мебели. Л. З. Чериковер и Н. М. Кауфман вели работу по изучению истории русского декоративно-прикладного искусства, интерьера конца XVIII — начала XIX вв. Всё это соответствовало общей установке тех лет на освоение классического наследия. Летом 1947 года Комитетом по делам архитектуры организуется выставка мебели, после которой были рекомендованы к освоению в промышленности 38 предметов мебели, разработанных Институтом. Большая коллекция проектов Института хранится в Музее архитектуры.

## Структура
Институт был разбит на множество секторов: сектор мебели, сектор металлических изделий, сектор экспериментальных образцов, сектор художественно-декоративных изделий, сектор декоративных тканей и обойных материалов, сектор санитарно-технического и кухонного оборудования, сектор бытового обслуживания.

## Сотрудники
Алексеев С. С.
Антонов К. К.
Асмус Е. Н.
Бабенчиков М. В.
Беседа Н. C.
Беспрозванный А. И.
Бимбат М. И.
Булгаков К. М.
Быковский О. Л.
Варшай В. И.
Великосельская Е. П.
Власова
Воейкова И. Н.
Данилова З. С.
Демешин П. И.
Демешина В. И.
Дилигенская Н. А.
Зеленко А. У.
Иваницкий А. П.
Кин Т. К.
Конева А. И.
Крейн Н. Г.
Кроль И. И.
Куренков
Лагуткина В. И.
Лебедев В. Н.
Левинский Н. З.
Левицкая Л. Г.
Маевская
Макотинский М. П.
Мамурский А. А.
Миллер К. И.
Милявская З. В.
Мордвишев Е. Г.
Мятлева А. Л.
Павлов Л. Н.
Парусников М. П.
Першин С. Т.
Петрова А. И.
Попов Ю. С.
Порфирьев М. М.
Прокофьева В. А.
Пятницкая Н. К.
Равдин Д. И.
Райтман С. С.
Розенблюм С. Г.
Рябинина
Санчес Аркас М.
Сафонов Н.
Свирский В. А.
Семенов П. С.
Соколов Ф. Н.
Соловьев К. А.
Тарасов А. П.
Трофимичев В. М.
Трошичев
Туганов А. Г.
Фирсанов М. Г.
Фолитарек
Ханина С. И.
Шмеман Ю. Я.
Шретер Е. E.